# Jasmin Baumgartner

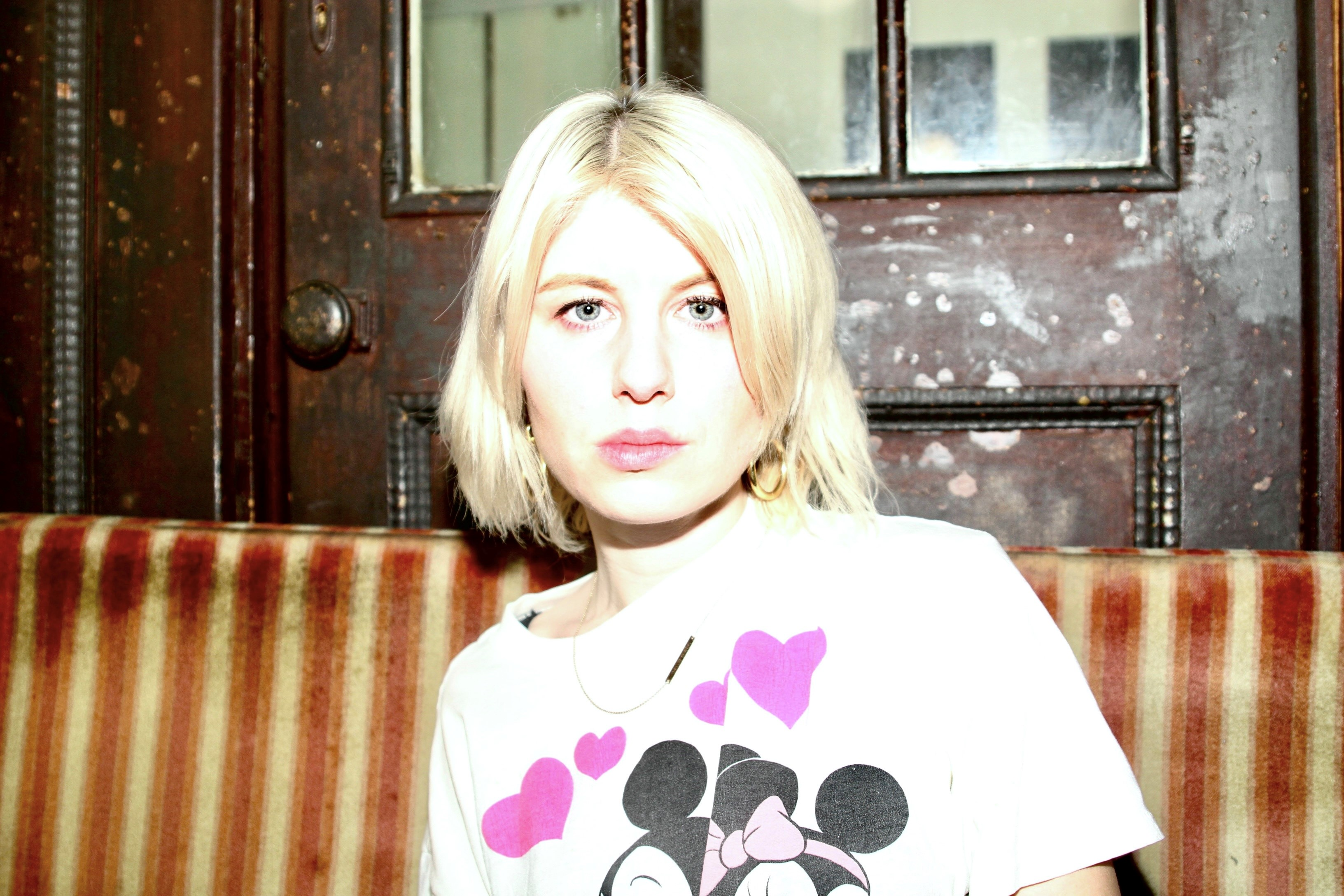
Jasmin Baumgartner (2024)

Jasmin Baumgartner (* 1990 in Baden, Niederösterreich) ist eine österreichische Filmregisseurin, Drehbuchautorin und Filmproduzentin.

## Leben
Seit ihrem 17. Lebensjahr macht Baumgartner Filme und ist auch als Filmproduzentin tätig. Seit 2011 studiert Baumgartner Drehbuch an der Filmakademie Wien bei Götz Spielmann und Regie bei Michael Haneke. Zwischen 2017 und 2020 drehte sie mehrere Musikvideos für die Band Wanda. In derselben Zeit drehte sie im Auftrag des österreichischen Rundfunks in Kenia und im Iran für die Doku-Reihe kreuz und quer.  Ihr Kurzfilm „Bye Bye, Bowser“ wurde auf dem Sundance Film Festival gezeigt.

## Werke (Auswahl)
- 2013: Shirin: Die Ehre meiner Schwester (Spielfilm; Drehbuch, Regie)
- 2016: Unmensch (Kurzfilm; Drehbuch, Regie)
- 2016: I See a Darkness (Kurzfilm; Drehbuch, Regie, Produktion)
- 2017: Wanda: Columbo (Musikvideo; Regie, Schnitt)
- 2019: Wanda: Ciao Baby (Musikvideo; Regie, Schnitt)
- 2019: Wanda: Nach Hause gehen (Musikvideo; Regie, Schnitt)
- 2019: Julian le Play feat. Madeline Juno: Sonne & Mond (Musikvideo; Regie, Schnitt)
- 2020: Wanda: Jurassic Park (Musikvideo; Regie, Schnitt)
- 2020: Robin’s Hood (Dokumentarfilm; Drehbuch, Regie)
- 2024: Bye Bye, Bowser (Kurzfilm; Regie)

## Festivalteilnahmen
- 2016: Diagonale: Unmensch[1]
- 2016: Filmfestival Max Ophüls Preis: Unmensch[5]
- 2016: Independent Days Filmfest Karlsruhe[6]
- 2020: Diagonale: Robin’s Hood[1][7]
- 2020: DOK Leipzig: Robin’s Hood[8]
- 2024: Sundance Film Festival: Bye Bye, Bowser

## Auszeichnungen
- 2016: Preis der Jugendjury auf der Diagonale für „Unmensch“
- 2020: Gedanken-Aufschluss-Preis beim DOK Leipzig für „Robin’s Hood“[9]
- 2023: Jurypreis im Österreich-Wettbewerb von Vienna Shorts für „Bye Bye, Bowser“[10]